# Tempête de lave
Pour les articles homonymes, voir Tempête (homonymie).
Tempête de lave (Lava Storm) est un téléfilm canadien réalisé par Sean Dwyer et diffusé en 2008.

## Fiche technique
- Titre original : Lava Storm
- Scénario : Bill Hoffman
- Durée : 92 min
- Pays :  Canada

## Distribution
- Ian Ziering (VF : Alexandre Gillet) : John Wilson
- Valérie Valois (VF : Chantal Baroin) : Lori Wilson
- Vlasta Vrana (VF : Philippe Ariotti) : Mike Wilson
- Nicole Maillet (VF : Audrey Sablé) : Emma Wilson
- Adrien Dixon (VF : Maël Davan-Soulas) : Ian Wilson